# 조현숙
조현숙(1971년 7월 20일 ~ )은 대한민국의 배우이다.

## 주요 이력
1990년 연극배우 첫 데뷔한 그녀는 이듬해 1991년 영화 '검은 휘파람'으로 영화배우 데뷔했으며, 이어 같은 해 1991년 SBS 서울방송 특채 탤런트 데뷔하였고 1년 후 1992년 MBC 문화방송 21기 공채 탤런트에 합격하였다. 깔끔하고 화려한 외모로 사극에서 주로 주류에 속하는 권세가 규수 출신 후궁이나 기품있는 연기를 도맏아 했지만 한편으로는 영화 검은 휘파람에선 조직 두목의 아내로 출연 정절을 중하게 여긴 여인역을 드라마 아들과 딸이나 우리들의 천국에서는 평범한 여성 역할을 야망에서나 전원일기에서는 몰락하거나 어려움에 처한 집안을 일으켜 세우는 억찬 여인역을 베스트극장에서는 당찬 여인역을 소화해내기도 하였다.

## 학력
- 충북여자고등학교 (졸업)
- 청주대학교 연극영화학과 (졸업)

## 연기 활동

### 텔레비전 드라마
- 1992년 MBC 주말연속극 《아들과 딸》
- 1993년 MBC 청춘드라마 《우리들의 천국》 ... 홍서래 역
- 1994년 MBC 단막극 《베스트극장 - 두여자》
- 1994년 MBC 수목드라마 《야망》 ... 이미옥 역
- 1995년 SBS 대하사극 《장희빈》 ... 영빈 김씨 역
- 1995년 MBC 단막극 《베스트극장 - 휘파람 골짜기》
- 1995년 MBC 단막극 《테마게임 - 6월 24일 방영분》ㅡ 김국진 김용만이 같이 호감을 느낀 수상 스키 취미 즐긴 여성 (전체 연기 활동 중 유일무이한 원피스 수영복 착의 연기)
- 1996년 MBC 6.25 특집드라마 《낫》
- 1996년 MBC 일일시트콤 《남자 셋 여자 셋》 ... 김용림 사위 이재훈 여동생 이정아 역
- 1996년 EBS 청소년드라마 《감성세대》 ... 음악교사(처음) 역
- 1996년 KBS2 미니시리즈 《슈팅》 ... 청동대학교 원자핵공학과 4학년 장태경(청동대 의과대학 의대생 장준 군의 누나) 역
- 1997년 MBC 월화드라마 《의가형제》 ... 강릉병원 중환자실 수간호사 역
- 1997년 MBC 《전원일기》 ... 조윤희 역 (825회 빈집 있습니까 편부터 출연 / 병태의 부인 상태의 제수 아름이 엄마 슬기의 숙모)
- 1997년 KBS2 납량특집드라마 《전설의 고향》 ... '걸귀'편 금분 역
- 1997년 MBC 수목드라마 《영웅신화》 ... 동희 역
- 1998년 MBC 아침드라마 《맏이》
- 1998년 MBC 단막극 《베스트극장 - 마리의 결혼식에 가다》 ... 주은 역
- 1999년 KBS2 청소년드라마 《학교 2》 ... 청소년폭력상담소 간사 역
- 2000년 EBS 청소년드라마 《네 꿈을 펼쳐라》
- 2000년 MBC 창사 38주년 특별기획드라마 《허준》 ... 유도지의 부인 권숙정 역
- 2000년 SBS 일요아침드라마 《좋아 좋아》 ... 한지혜 역
- 2002년 EBS 어린이드라마 《TV로 보는 원작동화 - 나쁜 어린이표》 ... 건우 엄마 역
- 2003년 MBC 단막극 《베스트극장 - 피아노 치는 남자》 ... 아이 엄마 역
- 2003년 SBS 단막극 《오픈드라마 남과 여 - 새빨간 거짓말》 ... 현자 역
- 2003년 MBC 단막극 《베스트극장 - 늪》 ... 혜영 역
- 2004년 EBS 어린이드라마 《네 손톱 끝에 빛이 남아 있어》 ... 어른 소라 역
- 2004년 EBS 어린이드라마 《깡순이》 ... 깡순이 가짜 엄마 역
- 2004년 MBC 특별기획 대하드라마 《영웅시대》 ... 천사국의 부인 윤소영 역
- 2005년 KBS2 단막극 《드라마시티 - 행복한 사람들》 ... 민규 처 역

### 영화
- 1991년 《검은 휘파람》 ... 정숙화 역